# 斑胶藤
斑胶藤（学名：Tylophora longipedicellata）是夹竹桃科娃儿藤属的植物。分布于中国大陆的广西、海南等地，一般生于河旁以及路旁疏林中，目前尚未由人工引种栽培。